# 로마노프가의 몰살

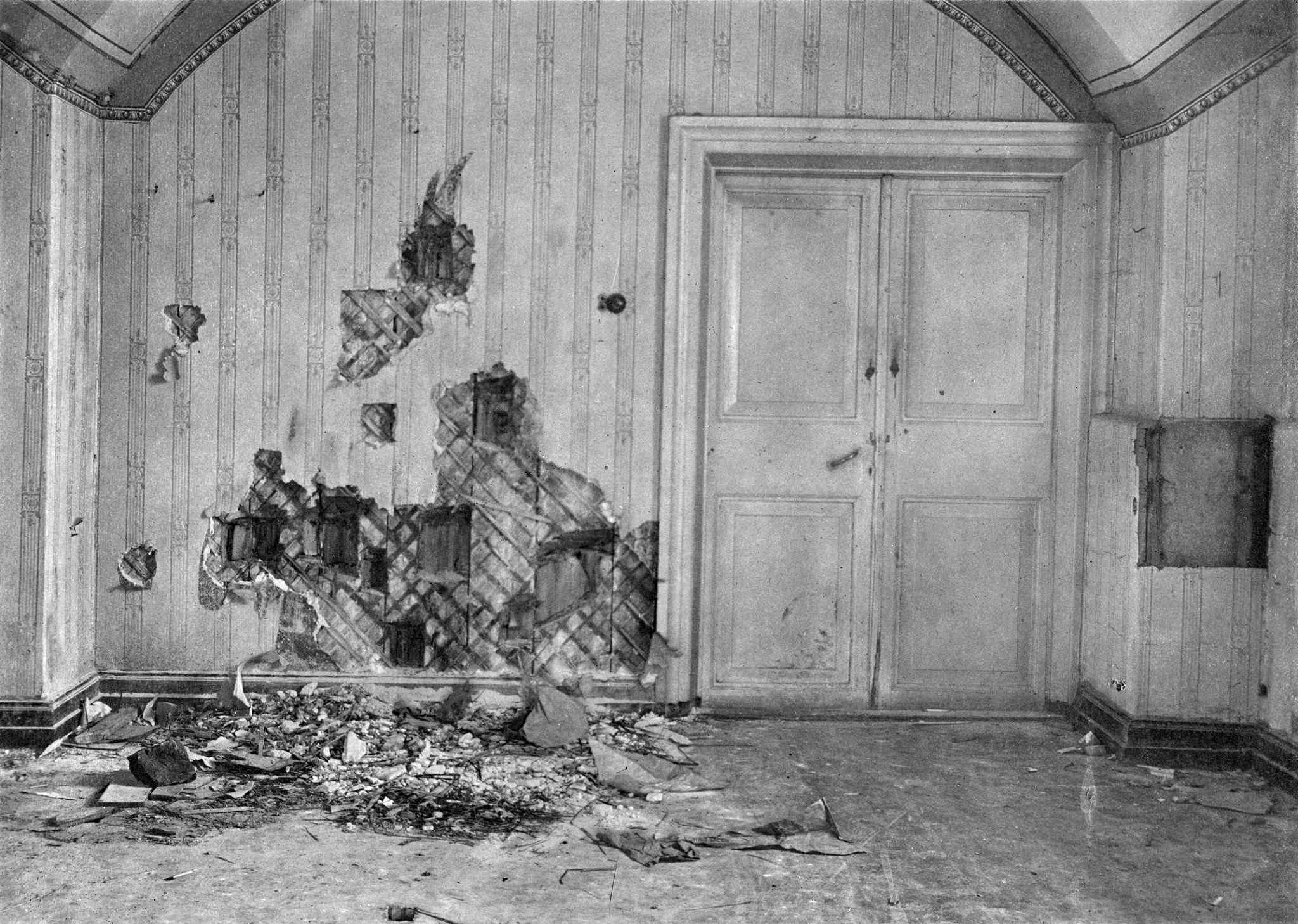
로마노프가와 그들의 가신들이 살해된 지하실. 1919년 백인 군대에 의해 도시가 해방된 후 수사관들이 총알과 기타 증거를 찾기 위해 벽을 찢었다. 살인 사건 당시 창고로 통하는 이중 문은 잠겨 있었다.

러시아 제국의 황가인 로마노프가(정확히는 홀슈타인고토르프로마노프가)의 직계일족(황제 니콜라이 2세, 황후 알렉산드라, 황녀 올가, 타티야나, 마리야, 아나스타시야, 황태자 알렉세이), 그리고 그들을 끝까지 수행한 측근들(어의 예브게니 보트킨, 시녀장 안나 데미도바, 방자 알로이즈 트룹스, 숙수 이반 하리토노프)은 1918년 7월 16일에서 17일로 넘어가는 밤에 예카테린부르크에서 야콥 유롭스키가 지휘하는 우랄 소비에트 소속의 볼셰비키들에게 총에 쏘이고, 총검으로 쑤셔지고, 개머리판으로 두드려맞아 살해당했다. 죽은 이들의 시체는 옷을 벗기고 팔다리를 절단하여 불태운 뒤 암매장되었다.
러시아 2월 혁명 이후 로마노프가와 측근들은 알렉산드르궁에 유폐되었다가 토볼스크로 옮겨졌고 이후 예카테린부르크로 최종적으로 옮겨져 그곳에서 유롭스키의 우랄 소비에트군에게 살해되었다. 볼셰비키들은 니콜라이 가족 전체가 몰살당했음을 알았지만 니콜라이 2세의 죽음만을 공표하고 언론에서는 그 처자식들은 "안전한 곳으로 이동"되었다고 주장했다. 이후 8년간 볼셰비키 지도부는 온갖 역정보를 유포하여 진실을 은폐했다. 1919년 9월에는 그들을 죽인 것이 비볼셰비키 좌파들이라고 주장했다. 1926년 백계 러시아인들이 조사 보고서를 발간한 이후 황제 가족이 몰살당했음은 인정했지만, 그들의 시체를 찾을 수없기에 레닌 내각의 책임은 입증될 수 없다는 입장을 고수했다. 서방세계에서는 로마노프가 사칭범들이 횡행하면서 러시아에 대한 관심이 시들었고, 러시아 내부에서는 이오시프 스탈린이 1938년 이후 해당 사건을 입에 올리는 것 자체를 금기시시켰다.
1979년, 아마추어 고고학자 알렉산드르 압도닌이 암매장 장소를 발견했지만 그 존재는 1989년 글라스노스트 시기까지 공개되지 않았다. DNA 분석 결과 시체들의 신원이 밝혀졌고, 1998년 상트페테르부르크의 성 베드로와 성 바오로 대성당에 재매장되었다. 2007년에는 먼저 발견된 암매장지에 묻혀 있지 않던 마리야와 알렉세이의 시체가 암매장된 무덤이 발견되었다. 하지만 이 두 구의 시체는 DNA 감식이 확실시될 때까지 국립 시체안치소에 보관 중이다. 2008년, 상당한 법적 공방을 거쳐 러시아 검찰총장실은 로마노프가가 "정치적 억압의 희생자"라고 복권시켰다. 1993년 이 사건이 형사사건으로 다루어졌지만 관련자가 모두 사망한 뒤라서 기소된 사람은 없었다.
역사학자들은 러시아 내전이 한창이던 당시, 체코슬로바키아 군단이 황가를 구출하는 사태를 방지하고자 한 모스크바 정부의 뜻에 의해, 특히 야코프 스베르들로프와 블라디미르 레닌의 뜻에 의해 살해 명령이 내려졌다고 본다. 이는 레프 트로츠키의 일기 내용으로도 뒷받침된다. 다만 레닌이나 스베르들로프가 그러한 명령을 내렸다는 직접적인 증거 문서는 남아있지 않다.

## 같이 보기
- 시역
- 볼셰비즘